# Portrait d'Irène Cahen d'Anvers
Ne doit pas être confondu avec Jeune Fille au ruban bleu.
Le Portrait d'Irène Cahen d’Anvers, ou Portrait de Mademoiselle Irène Cahen d'Anvers, ou La Petite Fille au ruban bleu ou encore La Petite Irène, est une huile sur toile (65 x 54 cm) peinte par Auguste Renoir en 1880 et aujourd'hui conservée à la fondation Bührle (Zurich, Suisse).
Ce tableau, commandé par la famille Cahen d'Anvers puis transmis aux Camondo, a fait partie des œuvres d'art volées par les Allemands. Il apparaît dans le film Monuments Men (2014).
L'oeuvre est réalisée à mi-chemin entre l'impressionnisme (arrière-plan) et le réalisme (enfant).

## Histoire du tableau
C'est par le collectionneur Charles Ephrussi, propriétaire de la Gazette des beaux-arts - et amant de Louise Cahen d'Anvers -, que le banquier Louis Cahen d'Anvers fait la connaissance de Renoir au succès naissant, auquel il commande en 1880 le portrait de ses trois filles en commençant par Irène, l'aînée. Les deux cadettes, Élisabeth et Alice, feront l'objet d'un second tableau de Renoir, intitulé Les Demoiselles Cahen d'Anvers ou encore Rose et Bleu.
Mademoiselle Irène Cahen d'Anvers, huile sur toile 64 × 54 cm, encore appelé La Petite fille au ruban bleu ou Petite Irène, signé et daté en haut à droite par l'artiste, traduit avec délicatesse la rêverie de la petite fille qui pose au deux-tiers presque de profil, le regard candide voire mélancolique porté sur la gauche, la peau de porcelaine, sa longue et vaporeuse chevelure rousse attachée à son sommet par un large ruban bleu dégageant son oreille, et déployée sur ses épaules et son dos, et les mains sagement posées sur ses genoux couverts des tissus pastels de sa robe, alors que l'arrière-plan présente un foisonnement de buissons sombres.
Le tableau considéré de nos jours comme un chef-d'œuvre, fut mésestimé par les Cahen amateurs d'art du XVIIIe, et particulièrement par son modèle, tout comme les autres tableaux de Renoir, et dissimulé dans les communs de leur hôtel particulier parisien rue de Bassano, pour finir dans un placard - ce qui contrarie l'artiste.
Dans un premier temps, déçu par le tableau de Renoir, Louis Cahen refuse de s'en acquitter,. Aucun prix n'ayant été fixé auparavant, Renoir est payé avec retard 1 500 francs, une somme moindre que celle qu'il espérait. Il se confie dans sa correspondance : « Rien d'étonnant à cette pingrerie. Les Cahen d'Anvers sont juifs », ; ou en 1882 au collectionneur Charles Deudon : « Quant aux 1 500 francs des Cahen, je dois vous dire que j'ai du mal à les avaler. La famille est si radine ; je m'en lave les mains des Juifs ». Antisémite comme plusieurs dans son milieu tel Degas (malgré la fréquentation de peintres juifs) à l'époque, Auguste Renoir sera membre de la Ligue des Patriotes (1882-1939), un mouvement antidreyfusard,,.
Le portrait d'Irène voyagea : inclus en 1883 dans la première exposition exclusivement consacrée à Renoir par la galerie Durand-Ruel boulevard des Capucines (qui comptait 25 portraits sur 70 tableaux), offert en 1910 à la jeune Béatrice de Camondo par sa grand-mère maternelle Louise Cahen d'Anvers de Morpurgo, exposé au musée de l’Orangerie en 1933 ainsi qu’à la galerie Bernheim-Jeune en 1938, il est volé en 1941 au château de Chambord par les Allemands, confisqué par le responsable nazi Hermann Goering à titre d'échange contre un tondo florentin à (en)Gustav Rochlitz en 1942 par la Einsatzstab Reichsleiter Rosenberg (ERR) (Équipe d'intervention du Reichsleiter Rosenberg), stocké au Jeu de Paume (alors réquisitionné par les nazis) puis négocié par le marchand Walter Feuz auprès de la galerie Theodor Fisher pour le compte d'Emil Georg Bührle, industriel et collectionneur (d'origine allemande naturalisé suisse en 1937), dirigeant de la société d'armement Oerlikon, fournisseur de la Wehrmacht (fondation Bührle, Zurich), qui acquit une douzaine d'autres œuvres ainsi confisquées. Léon Reinach, époux de Béatrice de Camondo, tente vainement de récupérer le tableau représentant sa belle-mère enfant, en détaillant notamment les contributions de la famille Camondo au patrimoine culturel français, avant d'être lui-même arrêté et déporté. 
Le 4 septembre 1945, le tableau est retrouvé en Bavière au château de Hohenschwangau et transféré par les Alliés à un point de collecte centrale de Munich,. Bührle qui a dû rendre les tableaux obtient de la justice helvétique que Fisher lui rembourse ces tableaux de Paris, qu'il lui avait achetés « de bonne foi » en 1942.
En 1946, La petite fille au ruban bleu fut reconnue dans l'exposition parisienne au musée de l'Orangerie, intitulée « Chefs-d'œuvre des collections françaises retrouvées en Allemagne », par celle qui en avait été le modèle 66 ans plus tôt, et devenue l'unique héritière légale de sa fille Béatrice Reinach, née Camondo, morte en déportation à Auschwitz avec sa famille, l'année précédente. Elle fit pression pour que lui soit restitué ce bien spolié par les nazis et finit par obtenir gain de cause.
En 1949, elle le vendit à un galeriste parisien, qui le céda finalement à Emil Georg Bührle pour 240 000 CHF, le 21 octobre. L'œuvre est ensuite donnée par des héritiers d'Emil Bührle à la Fondation EG Bührle Collection de Zurich, en 1960.
Le portrait est reproduit en couleurs dans le catalogue de l'exposition du centenaire de sa naissance (Skira, 1990, n°52) avec le Portrait d'Alice et d'Élisabeth Cahen d'Anvers du même peintre (1881). Il est conservé à la fondation Bührle à Zurich.

## Irène Cahen d'Anvers
Fille de Louis Cahen d'Anvers (1837-1922) et de Louise Morpurgo (1845 -1926), Irène Cahen d'Anvers (château de La Jonchère, Bougival, 20 septembre 1872 - Paris 16e, 25 novembre 1963), le modèle, est âgée de 8 ans au moment du portrait, et est élevée notamment à l'hôtel particulier de son père, rue de Bassano à Paris. Elle est la sœur de Robert (1871-1933), Elisabeth (1874-1944), Alice (1876-1965) et Charles (1879-1957).
Devenue comtesse Moïse de Camondo par son mariage, à Paris 16e le 14 octobre 1891, elle habite à l'hôtel particulier de Camondo, rue de Monceau et vit également rue Hamelin durant son mariage. Le couple a deux enfants : Nissim de Camondo (1892-1917, mort pour la France), le dédicataire du musée Nissim-de-Camondo à Paris, et Béatrice de Camondo (1894-1945), future épouse de Léon Reinach.
Elle quitte le foyer en 1896 puis divorcée en 1902, en ayant donné à Moïse la garde complète de leurs enfants, elle se convertit au catholicisme pour se remarier en l'église Saint-Honoré-d'Eylau, le 2 mars 1903 à Paris 16e avec le comte Charles Sampieri (Paris 9e, 11 janvier 1863 - Neuilly-sur-Seine, 25 juin 1930), maître des Ecuries de Camondo, dont elle a une fille, Claude Germaine Sampieri (Paris 16e, 14 décembre 1903 - La Londe des Maures, 2 août 1995), future épouse d'André Dubonnet avec qui elle aura deux filles : France (1924-2018) et Lorraine. Les époux Sampieri divorcent en 1924.
Ayant échappé à la Shoah en France en restant enfermée dans son appartement parisien en France occupée, Irène de Sampieri hérite de sa fille Béatrice - assassinée à Auschwitz, ainsi que ses enfants Fanny et Bertrand, et leur père Léon Reinach - la fortune des Camondo. Sa sœur Élisabeth (1874-1944), l'une des petites filles du second portrait par Monet, ex-comtesse Jean de Forceville, puis ex-Mme Alfred Denfert-Rochereau - également Juive convertie en 1895 bien avant Irène, est morte également à Auschwitz. Sa nièce, Colette Cahen d'Anvers, comtesse Armand de Dampierre (mort en déportation), a sauté d'un train en route vers son issue fatale, ce qui l'a sauvée.
La fortune considérable dont la comtesse Sampieri jouit après la Seconde Guerre mondiale, succession de sa première fille, provient de son premier mari le comte de Camondo, qu'elle dilapidera dans les casinos de la Côte d'Azur où elle possède plusieurs propriétés dont la villa Carmencita achetée à la fin des années 1950 et rebaptisée La Araucaria, à Cannes,.
Elle est inhumée en 1963 au Cimetière ancien de Neuilly-sur-Seine dans la chapelle Sampieri.

## Médias
- Renoir et la petite fille au ruban bleu, documentaire par Nicolas Lévy-Beff, 2019, 52 min, prod. Harbor Films, diffusé sur France 5 le 30 novembre 2019[25].